# Chen Ke
Chen Ke (16 de maio de 1979) é um basquetebolista chinês.

## Carreira
Chen Ke integrou a Seleção Chinesa de Basquetebol em Atenas 2004, terminando na oitava posição.